# エイブラハム・カウリー

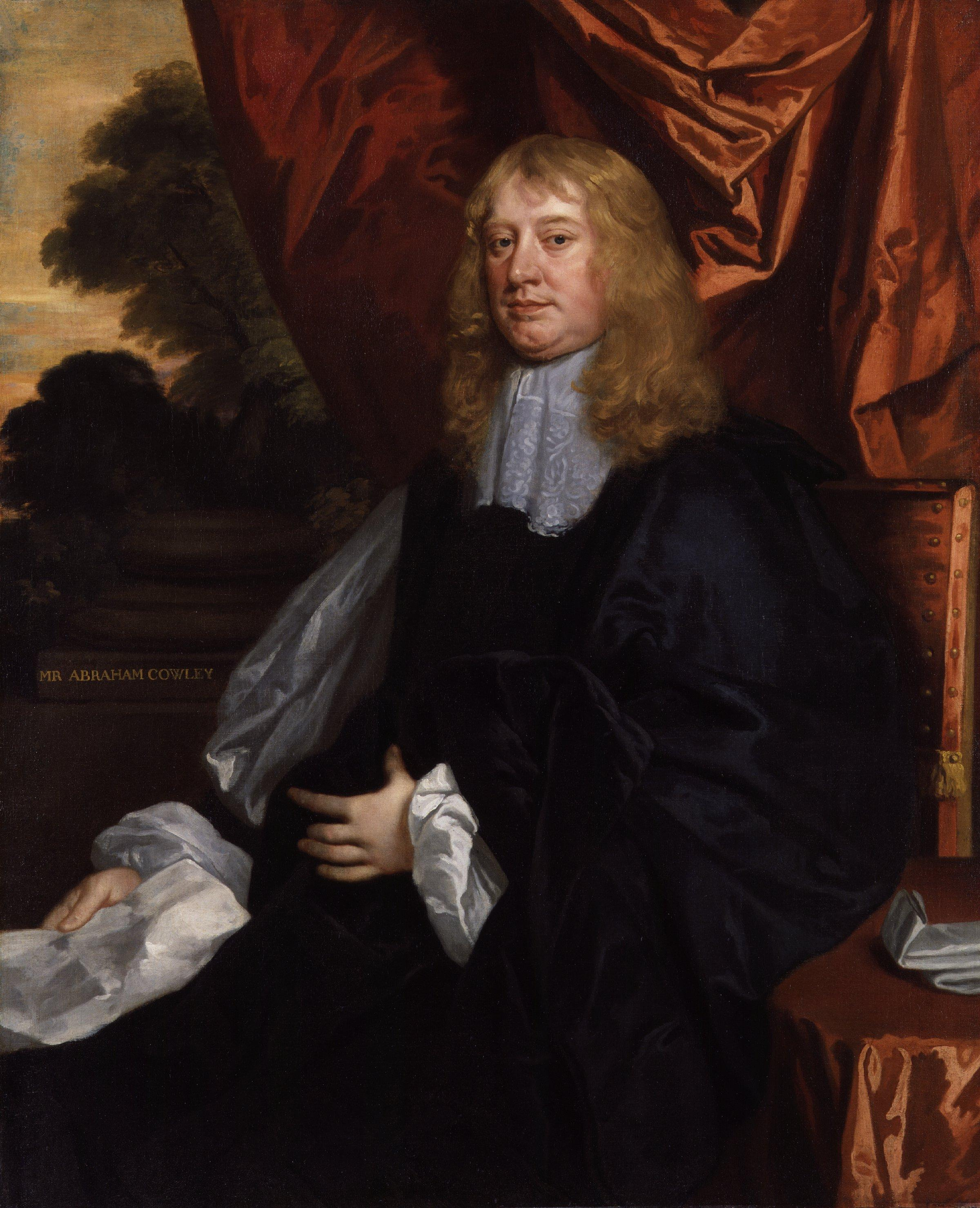
エイブラハム・カウリー（ピーター・レリー 作）

エイブラハム・カウリー（Abraham Cowley、1618年 - 1667年7月28日）は、17世紀イングランドの詩人、劇作家、随筆家。

## 生涯

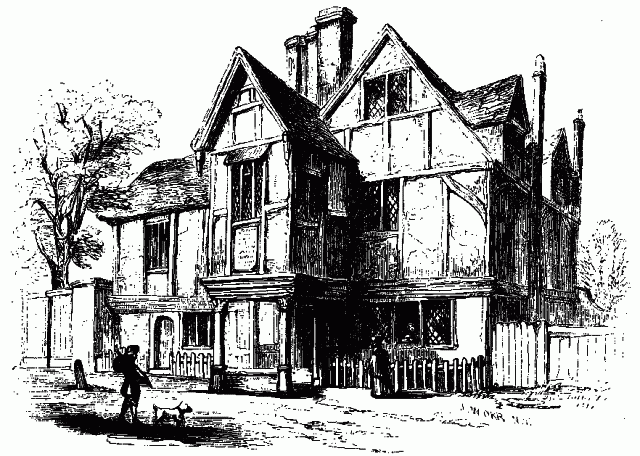
チャーツィーの家

### 出生〜青年期
1618年、ロンドンの裕福な文房具の家に生まれる（ただしエイブラハムの父親は、出生の直前に亡くなっている）。幼少の頃より、エドマンド・スペンサーの『妖精の女王』を通読するなど、精神的な早熟をみせた。ウェストミンスター・スクール時代には、数々の自作詩の創作にはげみ、1633年には14歳で詩集（Poetical Blossoms）を発表している。1637年にケンブリッジ大学トリニティ・カレッジに進み、ここでもダビデ王の叙事詩などの詩作をおこなった。

### 清教徒革命〜亡命生活
清教徒革命時のイングランド内戦によって、カウリーの人生は変転し始める。カウリーは王党派、イングランド国教会派寄りの保守的な思想を奉じており、このときも王党派に属した。そのために1643年、議会派によって、カウリーは当時務めていたトリニティ・カレッジの研究員の職を解かれ、やむなく母校ケンブリッジを追われることになった。その後、しばらくはフォークランド卿の庇護の下、オックスフォードに滞在する。しかし、マーストン・ムーアの戦いの後、女王に従いフランスに亡命。パリで王党派としての活動を続けることになった。

### 王政復古後
12年にわたるパリでの亡命生活の後、1660年、王政復古をうけてイングランドに帰国する。すでに詩人としての名声はイングランドでも広く確立していたが、自分で期待していたほどの処遇を受けることができなかった。失意のうちに、イングランド南部サリー州チャーツィーの田園に隠棲、文筆に専念する。
1667年夏の夕暮れ、草原で農場労働者の監督に当たっている際に罹った風邪が原因で死去。遺体は、ウエストミンスター寺院に埋葬された。

## 詩作

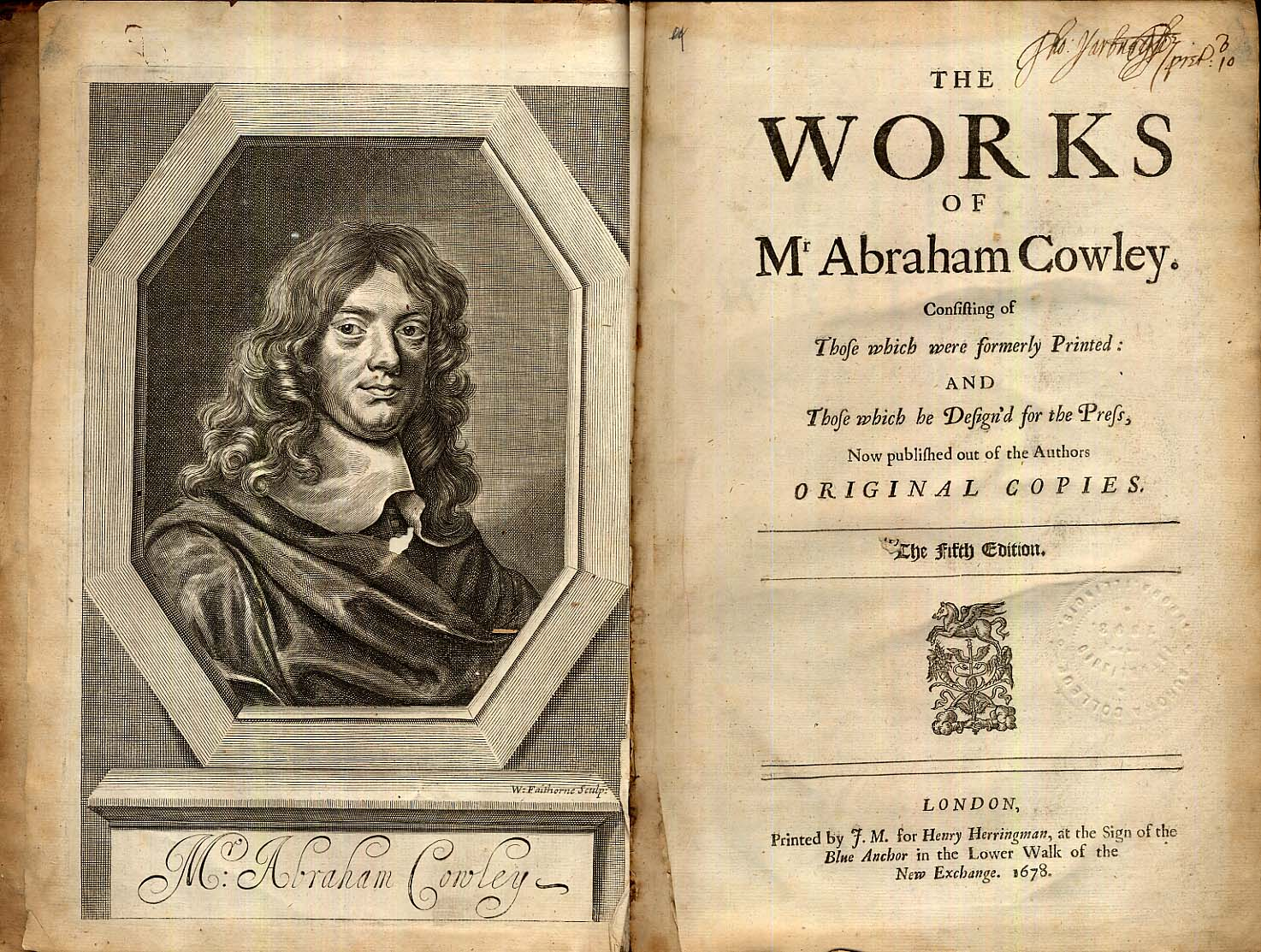
1678年版『カウリー詩集』の表紙

代表作は、『詩集』(1656年)、『近作詩集』(1663年)、『詩文集』(1668年)など。その詩の特色は機知に頼る表現にあるが、ときにそれは極端に走り、後年、サミュエル・ジョンソンによって、「カウリーのみならず、おそらく形而上詩人すべてが犯した過ちは、詩想を枝葉末節まで追究しすぎたために、普遍的なものにそなわる威容と荘厳が失われたことである」などとして、悪しき「形而上派的奇想」の実例として槍玉にあげられる程でもあった。
とはいえ、カウリーの詩は、当時の一つの詩風の明快な実践であり一定の影響力をもち、文学史上の重要性も認められる。たとえば、頌歌に関しては、カウリーは、古代頌歌のスタンザの区分を理解することなく、高尚で激情に満ちた詩であると考えた。その影響によって、英国における頌歌は通例、各行の長さと韻律がまちまちとなったスタンザが続く詩となっている。